# Hussainia

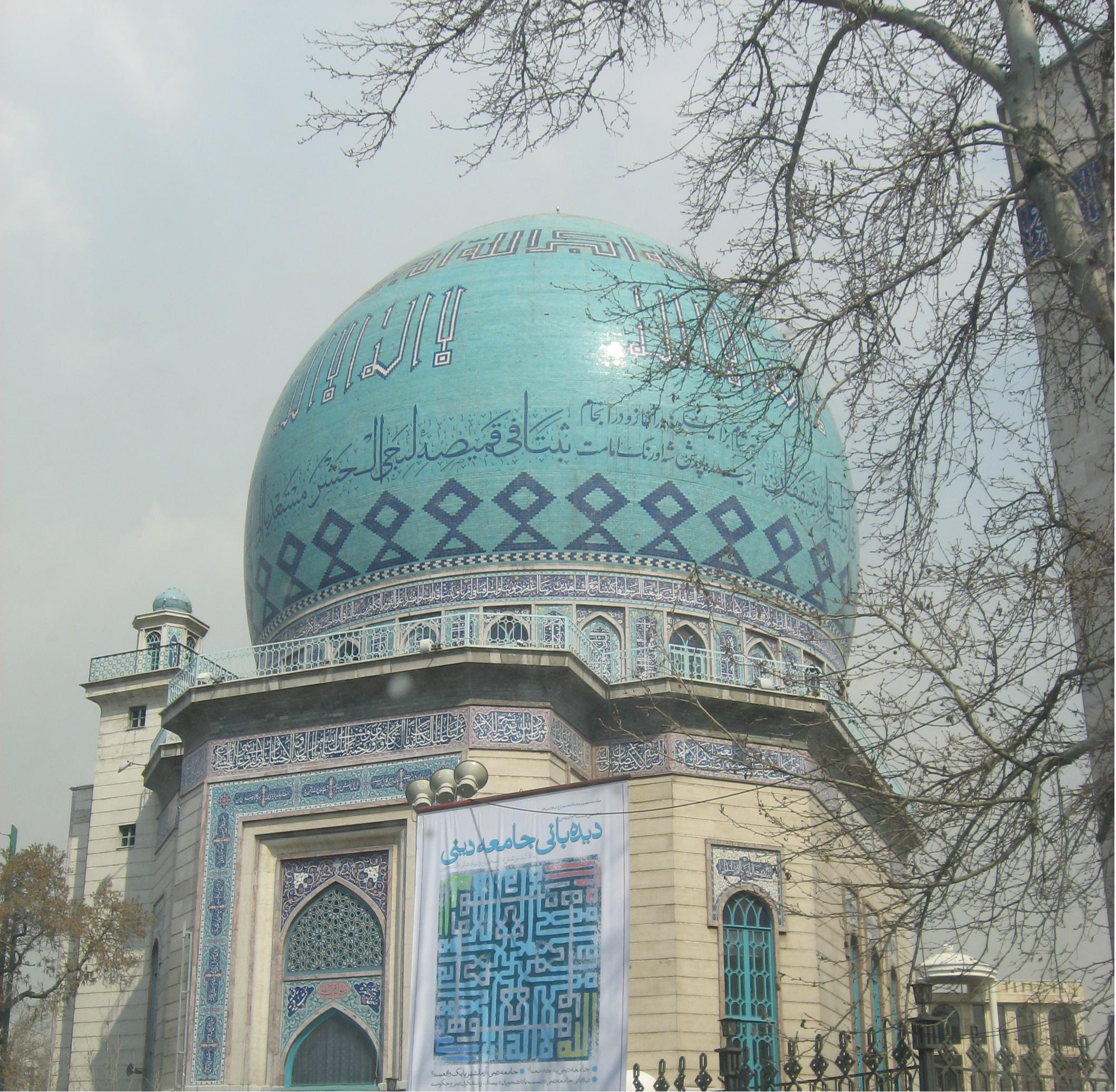
Ershad Hussainia in Teheran

Een Hussainia (Farsi: حسینیه hoseyniye), ook bekend als ashurkhana, imambargah, of imambara, wordt gebruikt voor het houden van herdenkingsbijeenkomsten door sjiïtische moslims, vooral met betrekking tot de gebeurtenis in het jaar 680 in de maand Muharram. De naam is afgeleid van Hussein ibn Ali, de derde van de Twaalf imams en kleinzoon van de profeet Mohammed. Hussein werd gedood in de Slag bij Karbala op 10 oktober 680 tijdens het Omajjaden-kalifaat onder de regering van Yazid I. Sjiïeten herdenken elk jaar zijn martelaarschap op Ashura, de 10e dag van Muharram. In de loop van het jaar worden in hussainia's ook andere ceremonies gehouden, inclusief religieuze herdenkingen die geen relatie hebben met Ashura.

## Geschiedenis
Vanaf de tijd dat de Safavid dynastie in Iran heerste, gingen de sjiïeten over tot het houden van religieuze- en rouwceremonies, eerst op straten en (soms overdekte) pleinen. Vervolgens ging met voor dit doel hussainia's en tekiyehs bouwen. Een hussainia was voorzien van enkele grotere en kleinere zalen en arcaden. Vanaf de periode van de Zand-dynastie werden de tekiyes groter, om de Ta`ziye-herdenking te kunnen houden.

## Terminologie
Een hussainia verschilt van een moskee omdat het vooral bedoeld is voor bijeenkomsten met betrekking tot Muharram en de herdenking van Hussein ibn Ali, en andere sjiïetische imams, en er niet noodzakelijk een vrijdaggebed wordt gehouden.
In Zuid-Azië worden ook de begrippen imambara, imambargah of ashurkhana gebruikt om een hussainia aan te duiden. Buiten Iran, waar de meeste van deze gebouwen voorkomen, zijn ze onder andere te vinden in India en Bangladesh. In Afghanistan en Centraal-Azië worden ze ook takyakhana genoemd. In Bahrein en de Verenigde Arabische Emiraten noemt men het een ma'tam (Arabisch: مأتم).